# Прескот (острво)

Острво Прескот (енгл. Prescott Island) је једно од острва у канадском арктичком архипелагу. Острво је у саставу канадске територије Нунавут. Налази се источно од острва Принца од Велса.
Поред њега се налазе 4 мања острва – Бинстед, Лок, Пандора и Вивијан (енгл. Binstead, Lock, Pandora, Vivian).
Површина износи око 412 km². Острво је ненасељено.